# 国士舘中学校・高等学校
国士舘中学校・高等学校（こくしかんちゅうがっこう・こうとうがっこう、英: Kokushikan Junior & Senior High School）は、東京都世田谷区若林四丁目に所在し、中高一貫教育を提供する男女共学の私立中学校・高等学校。高等学校において、中学校から入学した内部進学の生徒と高等学校から入学した外部進学の生徒との間では、第1学年から混合してクラスを編成する併設型中高一貫校。

## 概要
1917年（大正6年）11月、柴田徳次郎が私塾として創立した。
高校では全日制課程（午前8:20～午後3:35）と昼間定時制課程（午前9:25～午後4:30）を併設している。
進学は、系列の国士舘大学だけでなく他大学への進学も可能である。

## 略年表

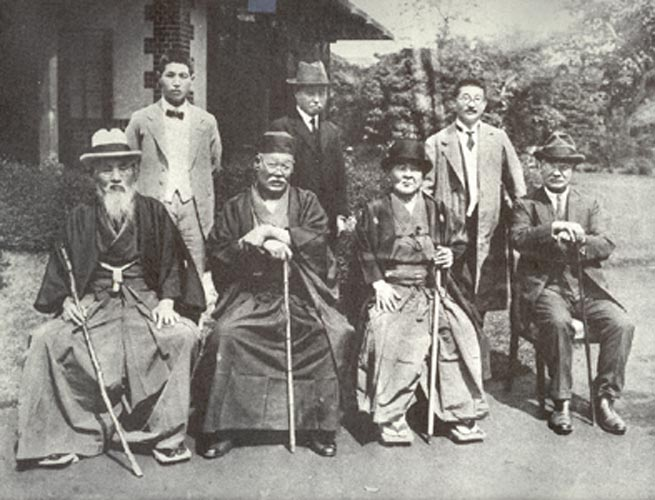
国士舘の設立を協議する有志 前列左から頭山満、野田卯太郎、渋沢栄一、徳富蘇峰、後列左から花田半助、渡辺海旭、柴田徳次郎

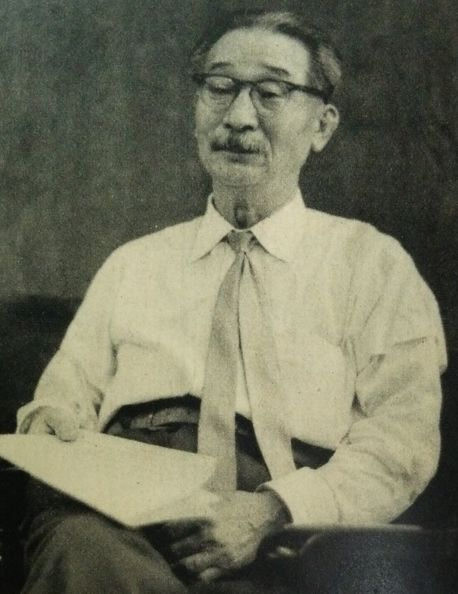
柴田徳次郎

- 1913年（大正2年） - 創立者柴田徳次郎、玄洋社の流れを汲む青年大民団を結成（顧問・頭山満、三浦梧楼）
- 1917年（大正6年） - 東京・麻布に私塾「国士館」（夜間）創立
- 1919年（大正8年） - 松陰神社隣接地に移転、国士舘高等部を設置（校長・長瀬鳳輔）
- 1921年（大正10年） - 財団法人国士舘維持委員会発足（会長・栗野慎一郎）。淳宮（後の秩父宮）雍仁親王来学
- 1922年（大正11年） - 国士神社建立（昭和3年松陰神社社殿を移築）
- 1923年（大正12年） - 国士舘中等部設置、関東大震災に際し一般避難民救済のため学内を開放
- 1925年（大正14年） - 国士舘中学校設置（校長・長瀬鳳輔）
- 1926年（大正15年） - 荏原郡西部6か町村合同経営の国士舘商業学校設置（校長・大場信続）
- 1929年（昭和4年） - 国士舘専門学校設置。国士舘実務学校設置（校長・水野錬太郎）。東久邇宮稔彦王来学
- 1930年（昭和5年） - 国士舘高等拓殖学校設置（校長・上塚司）。李王垠来学、来校記念に松の木を植樹
- 1931年（昭和6年） - 賀陽宮恒憲王来学
- 1933年（昭和8年） - 国士舘関係者により満洲国に鏡泊学園設置（総長・渡辺海旭）
- 1937年（昭和12年） - 国士舘憲則発表（頭山満、徳富蘇峰、金子堅太郎、緒方竹虎、松野鶴平、小坂順造など29人が連署）
- 1938年（昭和13年） - 国士神社境内に松下村塾を模した「景松塾」竣工（昭和16年松陰神社へ寄贈）
- 1939年（昭和14年） - 国士舘専門学校に興亜科設置（発起人藤原繁）
- 1940年（昭和15年） - 国士舘中学校、校歌の歌詞楽曲について文部省から許可をうける
- 1941年（昭和16年） - 国士舘専門学校に興亜科増設興亜専門学校として分離独立（亜細亜大学の前身）
- 1944年（昭和19年） - 戦時非常措置により、国士舘商業学校を国士館工業学校に転換設置
- 1945年（昭和20年） - 東京大空襲により校舎全焼、焼け残ったのは大講堂と柔・剣道場と寮の一部のみ
- 1946年（昭和21年） - 国士舘名使用禁止により至徳学園と改称 命名は徳富蘇峰
- 1947年（昭和22年） - 至徳中学校設置
- 1948年（昭和23年） - 至徳商業高等学校設置。至徳高等学校設置
- 1953年（昭和28年） - 至徳学園を国士舘の原称に復す、国士舘高等学校、国士舘中学校となる。国士舘短期大学設置
- 1957年（昭和32年） - 国士舘高等学校海洋少年団結成
- 1958年（昭和33年） - 国士舘大学設置
- 1960年（昭和35年） - 何応欽、中華民国元帥が来学
- 1962年（昭和37年） - 国士舘高等学校同志会発足
- 1963年（昭和38年） - 高等学校に工業に関する学科(機械科・電気科)設置
- 1964年（昭和39年） - 校舎8号館が竣工、主に中学校・高等学校、大学工学部が使用
- 1967年（昭和42年） - 草地貞吾校長就任、「国士の家」表彰制度発足
- 1968年（昭和43年） - 寄宿舎「松陰寮」竣工
- 1973年（昭和48年） - 1月26日、創立者柴田徳次郎死去（享年83）、3月に学園葬（葬儀委員長：石井光次郎）
- 1974年（昭和49年） - 「国士舘高校新聞」を創刊
- 1977年（昭和49年） - 「柴田徳次郎銅像」除幕式
- 1979年（昭和54年） - 高等学校交通遺児に対する授業料免除制度発足
- 1981年（昭和56年） - 大学の多摩キャンパスに高校野球部グランドを開設
- 1983年（昭和58年） - 柴田会館落成
- 1986年（昭和61年） - 高等学校にコンピューター室開設
- 1987年（昭和62年） - 国士舘中学校・高等学校に生徒会発足
- 1989年（平成元年） - 高等学校定時制商業科の修業年限を3年制に改編、国士舘資料室開設
- 1992年（平成4年） - 国士舘高等学校同窓会発足
- 1993年（平成5年） - 高等学校定時制商業科の募集停止。定時制普通科を新設。高等学校同窓会を国士舘中学校・高等学校同窓会に改組
- 1994年（平成6年） - 中学校・高等学校男女共学制導入、新校舎竣工
- 1998年（平成10年） - 体育・武道館竣工。中央図書館開館
- 1999年（平成11年） - 松陰寮を24号館（高等学校東校舎）に改称
- 2000年（平成12年） - 高等学校に通信制課程普通科設置
- 2003年（平成15年） - 中学校・高等学校、半旭光図版の校旗から、八葉楓の校章に変更
- 2005年（平成17年） - 多摩球心寮（高校野球部寮）竣工。高等学校（定時制普通科）の始業開始時間を14時に、週5日制・2学期制に変更
- 2008年（平成20年） - 世田谷キャンパス梅ヶ丘校舎教育棟竣工
- 2013年（平成25年） - 旧第二体育館跡地に複合施設・メイプルセンチュリーホール竣工
- 2017年（平成29年） - 創立100周年を迎える
- 2020年（令和2年） - 高等学校通信制課程廃止認可　智の家建設

## 舘歌
校歌
- 舘歌（作詞：柴田徳次郎、作曲：東儀鉄笛） - 学校法人国士舘では校歌を「舘歌」と称している。
- 国士舘中学校校歌（作曲：土井晩翠、作曲：山田耕筰）- 昭和11年〜15年まで存在していた。

応援歌
- 第一応援歌 - 昭和世代のOB会などで歌われている。
- 第二応援歌 - 高校野球の応援などで歌われている。
- 国士のテーマ - 吹奏楽部の演奏で主に高校野球のチャンス場面で使われている。

## アクセス
- 小田急小田原線 梅ヶ丘駅 徒歩13分
- 東急世田谷線 松陰神社前駅 徒歩6分
- 東急バス 反11・渋52・等13「世田谷区民会館」下車　徒歩3分

## 部活動

### 柔道部
男子柔道部が獲得した全国タイトルは、全国高校最多の計39回（金鷲旗高校柔道大会10回・全国高等学校柔道大会18 回・全国高等学校柔道選手権大会11回）を誇る。

### 硬式野球部
選手権：出場1回（2005年〈第87回〉）
選抜：出場10回 
甲子園の戦績
通算勝利数（夏）1勝
通算敗戦数（夏）1敗
通算勝利数（春）9勝
通算敗戦数（春）9敗
神宮大会
優勝 1回（1990年）

### サッカー部
選手権:出場４回

### その他運動系クラブ活動
- 剣道部
- 軟式野球部
- 陸上競技部（女子）
- バスケットボール部（男子）
- バスケットボール部（女子）
- 硬式テニス部
- パワーリフティング部
- 日本拳法部
- バレーボール部（女子）
- 卓球部
- アウトドア部
- 新体操部
- 水泳部
- 空手道部
- バドミントン部
- チアリーディング部

### 文化系クラブ活動
- 美術部
- 吹奏楽部
- 書道部
- 茶道部
- イラスト部
- 科学研究会
- 生活研究部
- パソコン同好会
- ISO14001研究会

## 著名な関係者
- 国士舘維持委員会（大正10年7月発足）

国士舘中学校創設に向けて維持委員会は「中学校創設基本金募集覚書」をまとめ、これに基づく募金活動が全国で行われた。
大正11年6月には三井家・岩崎家（各6,000円）、日本銀行（2,000円）、松方幸次郎（3,000円）、渋沢栄一・浅野総一郎（各2,000円）、
服部金太郎・麻生太吉（各1,000円）などから毎年の資金援助が約束されていた。
維持委員会の会場は渋沢栄一邸・交詢社・丸の内銀行倶楽部などの社交場にて開催され、各界の名士によって国士舘の整備拡張と資金援助が構想された。
- 栗野慎一郎　外交官。日露戦争開戦にあたって対露交渉に尽力。国士舘維持委員会の発足より会長を務めた。
- 頭山満　　国士舘創立時より募金活動のほか多方面で学園を支援する。高等部では講師も務めた。
- 野田卯太郎　政治家。立憲政友会の重鎮として活躍し、財団法人国士舘の顧問に就任。高等部では講師も務めた。
- 根津嘉一郎　実業家。東武鉄道、館林製粉、日清製粉などに出資。財団法人国士舘の評議員。
- 田尻稲次郎　経済学者。専修大学の創設者の一人。財団法人国士舘の顧問、高等部の講師も務めた。
- 渋沢栄一　実業家。国立銀行条例の起草などで活躍。国士舘に多額の寄付に加え、委員会の開催には邸宅を提供した。
- 徳富蘇峰　ジャーナリスト。國民新聞社を設立。国士舘創立時より講師を務め、至徳学園の校名を命名した。
- 中野正剛　ジャーナリスト。東方会総裁。国士舘創立時より講師を務め、学園内の大講堂でたびたび講演を行った。
- 麻生太吉　実業家。麻生商店社長。国士舘創立時より、多額の資金援助を随時行った。
- 服部金太郎　実業家。服部時計店（現セイコーホールディングス）の創業者。大正11年より国士舘に出資し維持委員会に加わる。
- 井上準之助　財政家。日本銀行総裁。昭和2年頃より維持委員会に加わる。資金面での様々な便宜を図った。
- 昭和2年には、新たに村山龍平、内田康哉、山本条太郎、牧野元次郎、湯川寛吉、光永星郎、下村宏、白石元治郎などが加わった。

## 著名な教員・職員
- 副島義一 元衆議院議員、元国士舘中学校校長
- 権藤成卿 国士舘高等部で国史の講座を担当、実妹の権藤誠子は私塾國士館で臨時講師をしていた
- 下位春吉 元国士舘高等部学長
- 長谷川良信 国士舘高等拓殖学校の講師、淑徳大学創設者
- 高杉善治 元国士舘高等学校校長代理、元学習院軍事教官兼御用掛、宮内庁御用掛嘱託
- 草地貞吾 元国士舘高等学校校長代理、元陸軍大佐
- 川野一成 国士舘中学校・高等学校柔道部総監督
- 本田裕一郎 国士舘高等学校サッカー部テクニカルアドバイザー
- 岩渕公一 国士舘高等学校柔道部監督
- 永田昌弘 国士舘高等学校野球部監督

## 主な出身者

### 研究者
- 武田煕 元淑徳短期大学学長（高等部）
- 後藤真ー 学校法人後藤学園東京衛生学園専門学校初代学園長（旧制中学）
- 柴田梵天 学校法人国士舘舘長（旧制中学）
- 神島二郎 立教大学名誉教授（旧制中学）
- 柴田徳文 学校法人国士舘舘長、国士舘大学名誉教授
- 野木大義　国士舘大学教授エチオピア国 文化スポーツ省 駐日代表顧問
- 石井雅久 独立行政法人農業・食品産業技術総合研究機構、農村工学研究所主任研究員、農林水産省農業工学研究所

### 政治
- 葉梨新五郎 元衆議院議員（高等部）
- 進藤一馬 元衆議院議員（私塾國士館）
- 小倉基 第32代東京都議会議長、東京都渋谷区長（国士舘中学校から疎開で岡山県の中学校転入）
- 嶋村勝夫 第35代横浜市会議長、第51代全国市議会議長会会長
- 佐原勇 第48代新宿区議会議長
- 志村勝 元神奈川県川崎市議会議員
- 坂本茂 第34代川崎市議会議長
- 横山蔵人 元福島県浪江町町長、元福島県議会議員
- 西塚孝男 静岡県東伊豆町議員
- 角尾彰央 元神奈川県相模原市議会議員
- 武田和浩 埼玉県さいたま市議会議員
- 永野正敏 千葉県柏市議会議員
- 今井篤 元大阪府大阪市会議員

### オリンピック出場選手
- マサ斎藤 レスリング、1964年東京オリンピック
- 斉藤仁 柔道、1984年ロサンゼルスオリンピック、1988年ソウルオリンピック
- 丸山顕志 柔道、1992年バルセロナオリンピック
- 内柴正人 柔道、2004年アテネオリンピック、2008年北京オリンピック
- 鈴木桂治 柔道、2004年アテネオリンピック、2008年北京オリンピック
- 川嶋奈緒子 シンクロ、2004年アテネオリンピック、2008年北京オリンピック
- 石井慧 柔道、2008年北京オリンピック
- 西山将士 柔道、2012年ロンドンオリンピック
- 権田修一（サッカー、2012年ロンドンオリンピック）
- 安藤駿介（サッカー、2012年ロンドンオリンピック）

### 柔道
- 日陰暢年（2008年北京オリンピック女子柔道監督）
- 宮腰裕之（78kg級）
- 窪田和則（78kg級）
- 高橋宏明（100kg超級、無差別級）
- 高井洋平（100kg超級、無差別級）
- 片渕慎弥（100kg超級）
- 加藤博剛（90kg級）
- 百瀬優（100kg超級）
- 春山友紀（81kg級）
- 伊左次雄介（66kg級）
- 堤時貞（60kg級）
- 大島優磨（60kg級）
- 磯田範仁（66kg級）
- 江畑丈夫（90kg級）
- 五十嵐涼亮（90kg級）
- 田崎健祐（100kg級）
- 飯田健太郎 （100kg級）
- 斉藤立 （100kg超級）
- 中村太樹（60kg級）
- 岡田陸（90kg級）
- 川端倖明（90kg級）

### 剣道
- 小川忠太郎 警視庁剣道名誉師範（高等部）
- 大澤衛 亜細亜大学剣道師範（旧制中学）
- 羽賀忠利 静岡県警剣道名誉師範（旧制中学）
- 中村太郎 獨協大学剣道部師範（旧制中学）

### 野球
- 羽場勇二（大洋ホエールズ）
- 長持健一（自衛隊を経て軟式野球からプロテストで東映フライヤーズに入団した）
- 鈴木弘 （サンフランシスコ・ジャイアンツとマイナー契約、日本人野手の第1号）
- 高柳信英（元ヤマハ硬式野球部監督）
- 森健次郎（セントラル・リーグ審判員　ワールド・ベースボール・クラシックで日本人初の球審を務めた）
- 浜名千広（プロ野球解説者）
- 筒井正也（中日ドラゴンズスコアラー）
- 五十嵐貴章（元ヤクルトスワローズ）
- 金子洋平（元北海道日本ハムファイターズ）
- 小島心二郎（元オリックス・バファローズ打撃投手）
- 新垣勇人（元北海道日本ハムファイターズ）
- 久古健太郎（元東京ヤクルトスワローズ）
- 笠井駿（元読売ジャイアンツ）
- 山本恵大（福岡ソフトバンクホークス）

### サッカー
- 久保田勲（元サッカー選手）
- 村上佑介（元プロサッカー選手）
- 三吉聖王（元プロサッカー選手）
- 清水一平
- 石野秀多
- 服部康平

### 格闘技
- マサ斎藤（元プロレスラー、米国（ルー・テーズ）レスリング博物館殿堂入り）
- 栗栖正伸
- タカ・クノウ（グラップリング世界王者）
- 石井慧（総合格闘家）

### 文化芸能
- 森類 随筆家、森鷗外の三男（旧制中学）
- 岩田正 歌人（旧制中学）
- 辻清明 陶芸家、東京都名誉都民（旧制中学）
- 進士晴久 元俳優（新制中学）
- 高瀬将嗣 殺陣師、映画監督
- 木村三浩 ジャーナリスト
- 小金沢昇司 演歌歌手
- 楠大典 声優
- 田所陽向 声優
- 伊吹康太郎 俳優
- 高橋努 俳優
- 大倉弘也 俳優
- 華月 (Raphael) ギタリスト（中学卒業後、都立高校に進学）
- 5代目桂三木助 落語家
- 冨田真之介 俳優
- 中村倫也 俳優
- 落合福嗣 声優
- 加藤桃子 女流棋士、初代女流王座
- 小林千花 女優、モデル
- 片寄涼太　歌手　GENERATIONS

### その他未分類
- 頭山立助 頭山満の長男、国士舘監事（高等部）
- 小林照彦 大日本帝国陸軍、史上最年少（満24歳、階級は大尉）の飛行戦隊長（旧制中学）
- 内田尚孝 映画「突入せよ! あさま山荘事件」の実在モデル、警視庁第二機動隊長（旧制中学）
- 花形敬 小説、映画の実在モデル（旧制中学）